# 보츠와나 애국전선
보츠와나 애국전선(Botswana Patriotic Front, BPF)은 보츠와나 민주당 소속의 제4대 대통령 이언 카마가 제5대 대통령 모크위치 마시시와의 극심한 경쟁으로 탈당하여 2019년 7월에 출범한 보츠와나의 포퓰리스트 정당이다.

## 역사

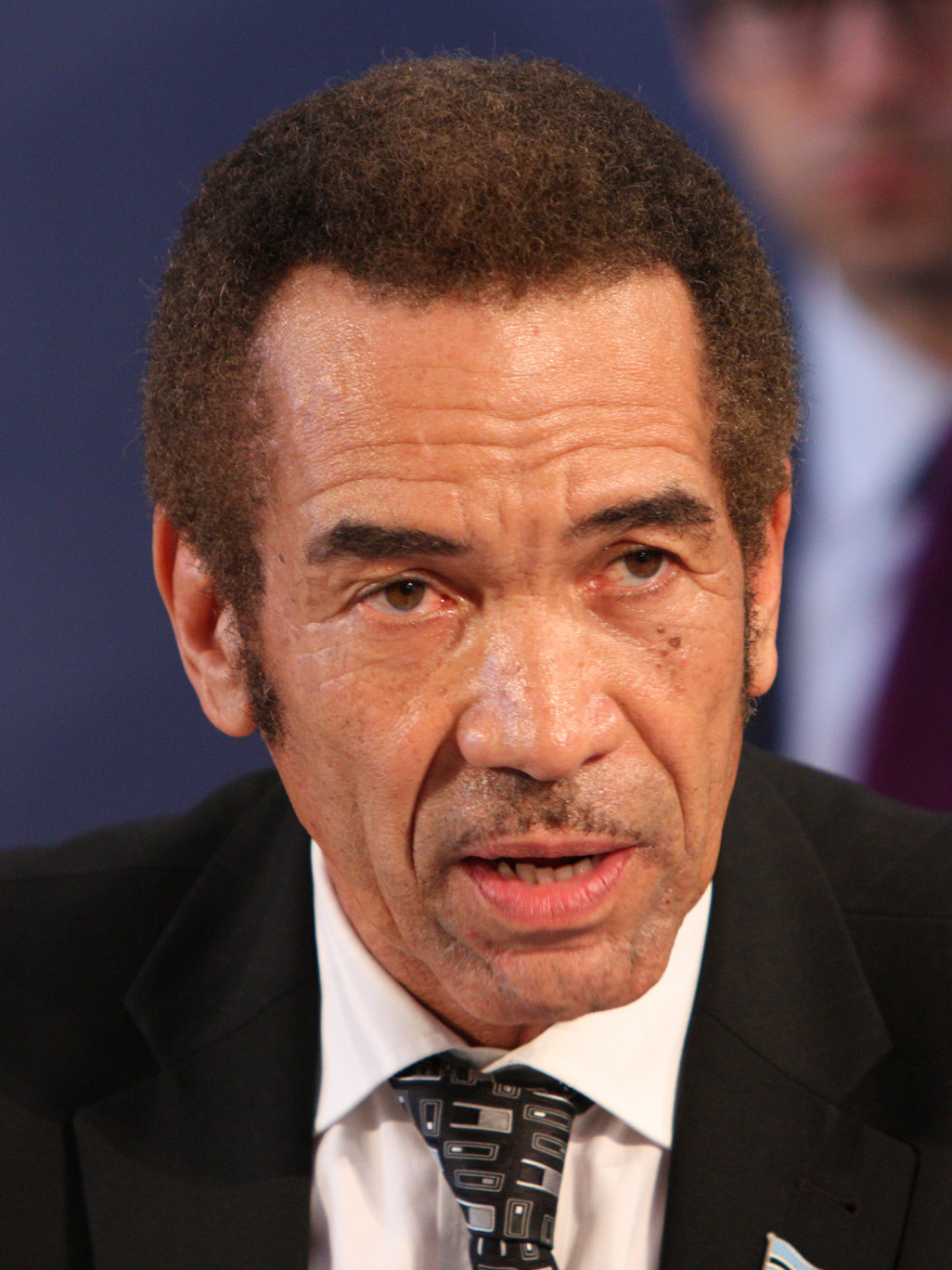
이언 카마 (2014년)

보츠와나 애국전선은 2019년 7월 여당인 보츠와나 민주당(BDP)에서 분리되어 공식 출범하였다. 제5대 보츠와나 대통령이자 민주당 지도자인 이언 카마가 탈당하여 출범된 것이다.
2019년 10월 총선에서 애국전선은 4.3%의 득표율을 얻었고 카마의 고향인 중앙 지구에서 3개의 모든 의석을 획득하는 데 성공한다.
2022년 8월 6일, 민주적 변화를 위한 우산당(UDC)에 가입하여 당시 진보연합을 제외한 국회 내 모든 야당을 통합하였다.